# راي بنجامين
راي بنجامين (بالإنجليزية: Rai Benjamin)‏ هو منافس ألعاب قوى أمريكي، ولد في 27 يوليو 1997 في ماونت فيرنون في الولايات المتحدة.

## وصلات خارجية
- راي بنجامين على موقع الاتحاد الدولي لألعاب القوى (الإنجليزية)
- راي بنجامين على موقع الاتحاد الأمريكي لسباقات المضمار والميدان (الإنجليزية)
- راي بنجامين على موقع الدوري الماسي (الإنجليزية)
- راي بنجامين على موقع TFRRS.org (الإنجليزية)
- راي بنجامين على موقع اللجنة الأولمبية الدولية (الإنجليزية)
- راي بنجامين على موقع أوليمبيديا (الإنجليزية)
- راي بنجامين على موقع اللجنة الأولمبية والبارالمبية الأمريكية (الإنجليزية)